# 艾培理
艾培理（荷蘭語：René Appel，约1964年—），MH，荷蘭人，自1989年起出任香港滑浪風帆代表隊總教練，曾帶領李麗珊為香港取得歷史性首面奧運會金牌，至2015年3月底離隊。

## 簡歷
艾培理過往曾在荷兰一間体育研究所，从事风帆运动的研究；他亦曾為滑浪風帆運動員，进行過了一年的帆板训练，但后来因脚板骨折而终止。
1986年，艾培理替风帆公司 GaastraSail 工作，被派驻香港代表处。1989年，26歲的他受香港滑浪風帆會所聘擔任港隊教练。1992年，世界帆板协会对摇帆技术进行重大改革，由於艾培理的團隊一直擅長科学研究，故在如何运用新规则的研究上，比人家先走了一步；此外，他的運動科學訓練亦大大提高了運動員的體能。
2015年，51歲的艾培理決定在3月底引退，並在6月開始由英國展開環遊世界旅程。

## 個人榮譽
- 香港特區政府嘉獎

榮譽勳章（1999年）
- 優秀教練選舉

全年最佳教練獎（2002年）